# Oaxaquilla
Oaxaquilla är en ort i Mexiko.   Den ligger i kommunen Soledad de Doblado och delstaten Veracruz, i den sydöstra delen av landet, 280 km öster om huvudstaden Mexico City. Oaxaquilla ligger 140 meter över havet och antalet invånare är 225.
Terrängen runt Oaxaquilla är lite kuperad, och sluttar brant österut. Runt Oaxaquilla är det ganska glesbefolkat, med 40 invånare per kvadratkilometer. Närmaste större samhälle är Soledad de Doblado, 5,2 km nordost om Oaxaquilla. Omgivningarna runt Oaxaquilla är en mosaik av jordbruksmark och naturlig växtlighet.